# شعار ملی گرجستان
دزالا اِرتُباشیا ( گرجی: ძალა ერთობაშია "قدرت در وحدت است") شعار ملی گرجستان است.

نشان ملی گرجستان

این شعار در اصل برگرفته از حکایت معروف سولخان-سابا اوربلیانی به همین نام است. طبق این افسانه روزی پادشاهی با سی پسر خود زندگی می کرد. یک روز که در حال مرگ بود، پسرانش را صدا زد و از آنها خواست که تیر بیاورند. سپس از آنها خواست که تیرها را یکی یکی بشکنند و آنها این کار را کردند. سپس پادشاه از آنها خواست که همه تیرها را یکجا بشکنند، اما آنها نتوانستند. پادشاه گفت: «ای پسرانم از این حقیقت بیاموزید که «قدرت در اتحاد است». اگر با هم باشید، دشمن نمی تواند به شما ظلم کند، اما اگر تفرقه داشته باشید، پیروزی به نفع اوست».
عدم وحدت ملی همیشه یک مشکل در تاریخ دولت گرجستان و مردم گرجستان بوده است که نمونه آن اشغال کنونی اوستیای جنوبی و آبخازیا توسط روسیه است.

## استفاده در جاهای دیگر
نسخه‌هایی از این عبارت در شعارهای ملی بلژیک ، بلغارستان و هائیتی ، و همچنین قبلاً در ترانسوال تاریخی، اتحادیه آفریقای جنوبی و مالایا هستند. افسانه ای رایج در بلغارستان نیز در مورد کوبرات (حاکم بلغارستان بزرگ) وجود دارد که به پسران خود با همین مثال نصیحت می کرد.